# قندرون خشن الأوبار
قندرون خشن الأوبار (الاسم العلمي:Chondrilla hispida) هو نوع من النباتات يتبع جنس القندرون من الفصيلة النجمية.